# Rhinoclemmys funerea
Rhinoclemmys funerea  (лат.) — вид черепах семейства азиатских пресноводных черепах.
Общая длина карапакса достигает 30—33 см. Голова среднего размера с немного вытянутым носом. Карапакс взрослых черепах высокий, куполообразный, с килем посередине, а сзади зазубренный. Поверхность панциря гладкая. Пластрон хорошо развит.
Голова тёмная с широкой латеральной жёлтой полосой. Узкие жёлтые полосы идут от орбиты и углов рта к тимпанической области, так же могут быть чёрные пятна на жёлтой нижней челюсти. Кожа имеет желтоватую окраску с асимметричными чёрными пятнышками. Цвет карапакса колеблется от тёмно-коричневого до чёрного, но у молодых может быть даже жёлтым. Пластрон чёрный с жёлтой тонкой полоской посередине или по бокам.
Любит болота, ручьи и реки во влажных лесах. Охотится в воде и на суше. Питается растениями, фруктами, зеленью, насекомыми, членистоногими.
Половая зрелость наступает при размере пластрона 20 см. Самки способны к оплодотворению с апреля по июль. В процессе ухаживания самец загоняет самку в воду, когда она останавливается, плавает вокруг неё, вытягивает голову и шею и качает головой вверх-вниз. Оптимальная репродуктивная группа - 1 самец и 2 самки. Самка откладывает до нескольких кладок за сезон. Самка откладывает до 6 продолговатых яиц размером 68 × 35 мм. При температуре 28-30 ° C инкубационный период длится 90 дней. Длина карапакса новорождённых черепашек около 55 мм.
Обитает от бассейна реки Коко на границе Гондураса и Никарагуа на юг до зоны Панамского канала. Иногда встречается на западе Колумбии.